# Beřovice
Beřovice är en ort i Tjeckien.   Den ligger i regionen Mellersta Böhmen, i den centrala delen av landet, 29 km nordväst om huvudstaden Prag. Beřovice ligger 216 meter över havet och antalet invånare är 300.
Terrängen runt Beřovice är huvudsakligen platt. Beřovice ligger nere i en dal. Runt Beřovice är det ganska tätbefolkat, med 116 invånare per kvadratkilometer. Närmaste större samhälle är Kladno, 13,6 km söder om Beřovice. Trakten runt Beřovice består till största delen av jordbruksmark.